# کالالتزو دی کادوره
کالالتزو دی کادوره (به ایتالیایی: Calalzo di Cadore) یک کومونه در ایتالیا است که در استان بلونو واقع شده‌است.

## خصوصیات
کالالتزو دی کادوره ۵۶ کیلومترمربع مساحت و ۲٬۴۱۵ نفر جمعیت دارد و ۸۰۶ متر بالاتر از سطح دریا واقع شده‌است.